# سيسيرو فيتور دوس سانتوس جونيور
سيسيرو فيتور دوس سانتوس جونيور (بالبرتغالية: Cícero Vítor dos Santos Júnior‏) هو لاعب كرة قدم برازيلي في مركز ظهير ‏، ولد في 29 يوليو 1982 في دلميرو غوفيا في البرازيل. لعب مع نادي بالميراس ونادي سبورت ريسيفه ونادي غوياس ونادي كروزيرو.

## وصلات خارجية
- سيسيرو فيتور دوس سانتوس جونيور على موقع قاعدة بيانات كرة القدم.إي يو (الإنجليزية)
- سيسيرو فيتور دوس سانتوس جونيور على موقع Soccerway.com (الإنجليزية)
- سيسيرو فيتور دوس سانتوس جونيور على موقع عالم كرة القدم.نت (الإنجليزية)